# Hilara kawarabatai
Hilara kawarabatai är en tvåvingeart som beskrevs av Saigusa 1963. Hilara kawarabatai ingår i släktet Hilara och familjen dansflugor. Inga underarter finns listade i Catalogue of Life.